# Trebesberg

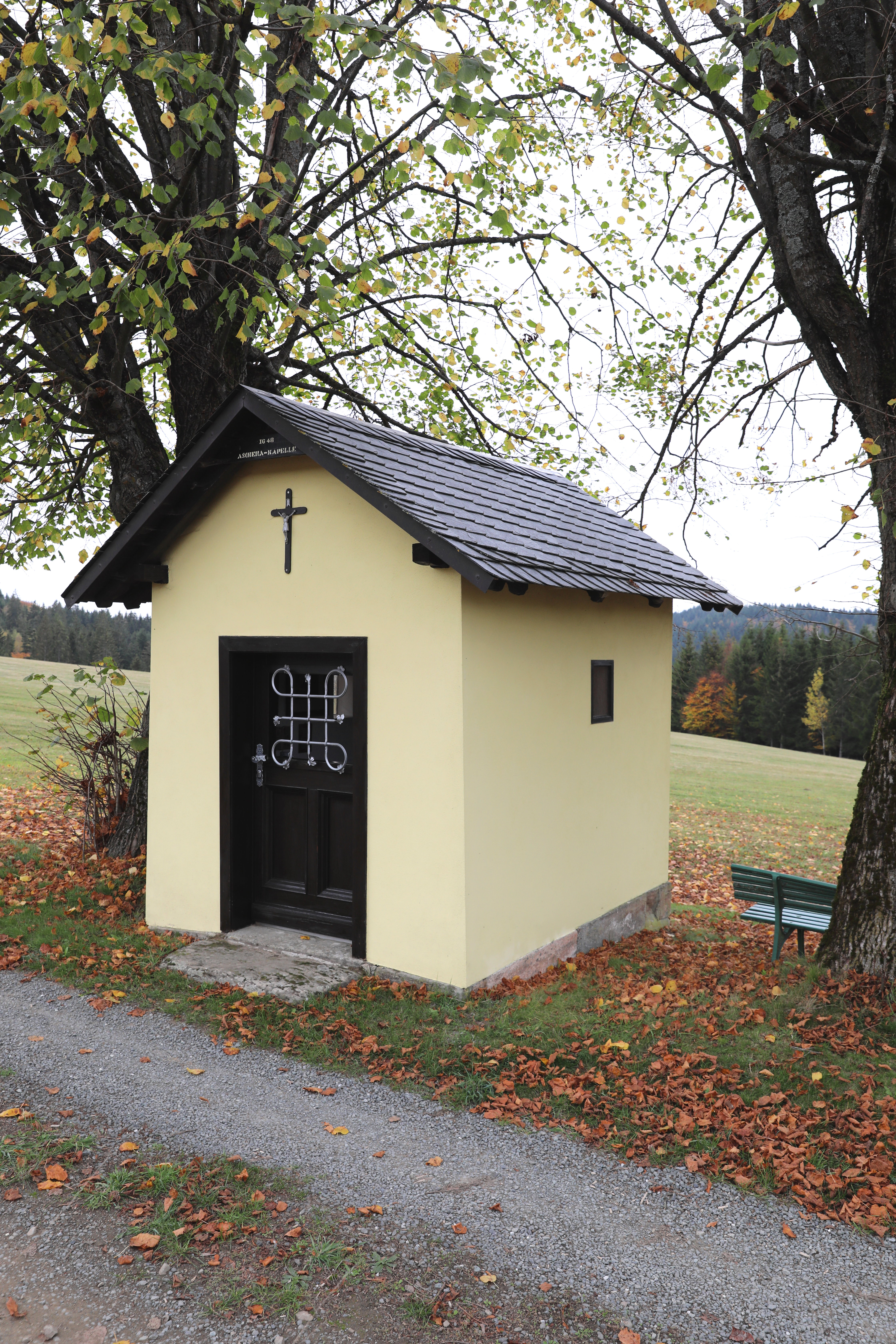
Wegkapelle am Kirchweg nach Steinberg

Trebesberg ist ein Gemeindeteil der Gemeinde Wilhelmsthal im Landkreis Kronach (Oberfranken, Bayern).

## Geographie
Der Weiler liegt am Trebesberg. Ein Anliegerweg führt zu einer Gemeindeverbindungsstraße, die nach Schafhut (0,6 km nordwestlich) bzw. nach Gries verläuft (0,9 km südwestlich).

## Geschichte
Gegen Ende des 18. Jahrhunderts gab es in Trebesberg 4 Anwesen. Das Hochgericht übte das bambergische Centamt Kronach aus. Die Grundherrschaft über die 4 Söldengüter hatte das Rittergut Weißenbrunn-Steinberg inne.
Mit dem Gemeindeedikt wurde Trebesberg dem 1808 gebildeten Steuerdistrikt Steinberg und der 1818 gebildeten Ruralgemeinde Steinberg zugewiesen. Am 1. Mai 1978 wurde Trebesberg im Zuge der Gebietsreform in Bayern in die Gemeinde Wilhelmsthal eingegliedert.

### Baudenkmäler
- Zwei Wegkapellen
- Ein Bildstockfragment
- Haus Nr. 2: Gasthaus zum Grünen Baum. An einem Nebengebäude Türstock mit der Bezeichnung „17 AZ 95“.[6]

### Einwohnerentwicklung
| Jahr      | 001818 | 001861 | 001871 | 001885 | 001900 | 001925 | 001950 | 001961 | 001970 | 001987 |
| Einwohner | 31     | 36     | 36     | 19     | 33     | 42     | 25     | 29     | 17     | 17     |
| Häuser    | 4      |        |        | 3      | 7      | 7      | 4      | 4      |        | 3      |
| Quelle    | [ 5 ]  | [ 8 ]  | [ 9 ]  | [ 10 ] | [ 11 ] | [ 12 ] | [ 13 ] | [ 14 ] | [ 15 ] | [ 1 ]  |

## Religion
Der Ort ist römisch-katholisch geprägt und nach St. Pankratius in Steinberg gepfarrt.